# デンマーク国鉄IC4型気動車
デンマーク国鉄IC4型気動車（デンマークこくてつIC4がたきどうしゃ）はDSB(デンマーク国鉄)のインターシティー(都市間輸送)用にイタリアのアンサルドブレーダで製造された気動車である。
デンマーク国鉄による「全ての人にいつでも良い列車を」計画に基づいて既存の車両を置き換えることを目的としているが、政治上の理由により計画は遅延している。
2007年末、DSBはIC4を営業運転に導入する事を決断した。

## 仕様
列車の動力はコモンレール式燃料噴射装置による低公害型の4基のディーゼルエンジンで最高速度は200km/hである。出力は編成では2240kwである。

## デザイン
DSB専属のデザイナーやイタリアのピニンファリーナによってデザインされた。

## 現況
長期間に渡る計画遅延と度重なる故障の為、長年IC4はDSBにとって頭痛の種となっていた。遅延の原因はアンサルドブレーダでの製造が遅れていることが原因であった。
2007年10月に4編成がユトランドで運行を開始する予定だったが排気ガスの問題で延期し、その後も2011年11月から2012年7月まで、ブレーキの問題により全編成が運行を停止するなど問題が頻出した。納入も遅れ、全ての編成が揃ったのは2013年9月となった。
最終的に、2014年から行われた調査により、2016年12月にDSBは2024年までにすべてのIC4を新型車両で置き換える事を発表した。
2024年までに予定されている全車廃車まで、IC4はDSBのローカル列車に使用される事が決定している。

## デンマーク国鉄IC2気動車
デンマーク国鉄IC2型気動車（デンマークこくてつIC2がたきどうしゃ）は、IC4型気動車のバリエーションとして製造された気動車。IC4と同様に連接車になっている、2両の先頭車のうち1両は付随車であり低床車になっている。支線区内で単体運用し、IC4と連結して本線に乗り入れることを想定して導入された。
2010年6月に最初の編成が出場したが、こちらも納入の遅れで最終的に全車が揃ったのは2013年6月となった。また故障も頻繁に起き、2016年8月に全23編成が廃車となった。2017年にルーマニアの列車運行会社であるアストラトランスカルパチック社が3編成の購入を決め、2018年11月8日からティミショアラ-アラド-オラデア-バヤ・マレでの運用が開始された。